# 阿韋爾薩
阿韋爾薩是位於義大利南部坎帕尼亞大區卡塞塔省的一個城市。距那不勒斯以南15公里。阿韋爾薩是一個農業區的中心，當地的主要產品是葡萄酒和乳酪。

## 友好城市
- 義大利普拉托拉塞拉 （2010年）
- 義大利阿利费 （2010年）

## 外部連結
- Mapquest - Aversa （页面存档备份，存于）
- Catholic Encyclopedia: "Diocese of Aversa" （页面存档备份，存于）